# Imunologija
Imunologija je veja medicine, ki se ukvarja s preučevanjem imunskega sistema za potrebe zdravljanja. Tako se ukvarja s preučevanjem fiziološkega delovanja organizma, ko je le-ta zdrav in med boleznijo, nepravilnosti imunskega sistema, imunskih bolezni,...
Naprej se deli na:
- klasično imunologijo,
- klinično imunologijo,
- imunoterapijo,
- diagnostično imunologijo in
- razvojno imunologijo.

Zdravnik-specialist, ki deluje na tem področju, se imenuje imunolog.